# В Войске Фараона
В Войске Фараона — воспомнания писателя Тобиаса Вульфа о годах службы в армии США.
In Pharaoh’s Army: Memories of the Lost War — вторая книга мемуаров американского писателя Тобиаса Вольфа, впервые опубликованная 4 октября 1994 года.
В книге описывается опыт автора на службе на должности офицера армии США во время войны во Вьетнаме. Перед началом своей годовой службы во Вьетнаме Вольф провел год в Вашингтоне, округ Колумбия, изучая вьетнамский язык; до этого он прошел подготовку в качестве десантника в Силах специального назначения.
Вольф служил с солдатами армии Южного Вьетнама недалеко от Митхо и присутствовал во время Тетского наступления. Мемуары включают в себя воспоминания об этой битве, а также зарисовки различных личных переживаний, как во Вьетнаме, так и за его пределами.
Книга начинается примерно с того места, на котором заканчиваются первые мемуары Вольфа, This Boy’s Life. Она стала финалистом Национальной книжной премии в номинации «документальная проза».